# Peter Buchta
Peter Buchta (* 15. September 1971 in Hollabrunn) ist ein österreichischer Theaterschauspieler.

## Leben
Buchta absolvierte seine Schauspielausbildung an der Universität für Musik und darstellende Kunst Graz und spielt fast ausschließlich Theater. Erste Schritte machte er schon vor seiner Schauspielausbildung als 16-Jähriger beim Theater Westliches Weinviertel in Liebesgeschichten und Heiratssachen von Johann Nestroy. Schon während des Studiums spielte er von 1997 bis 1999 bei den Salzburger Festspiele bei Jedermann in der Tischgesellschaft mit. Nach der Schauspielausbildung ging er von 2000 bis 2002 an das Theater Die Färbe nach Singen/Deutschland und von 2002 bis 2006 nach Zürich/Schweiz Theater 58, sowie Theater Kulturmarkt. Seitdem lebt und arbeitet Buchta in Wien und Salzburg.

## Theaterrollen (Auswahl)
- Doge von Venedig in Othello von William Shakespeare am Theater Die Färbe in Singen.
- Iwan Kaljajev in Die Gerechten von Albert Camus mit dem Tourneetheater Theater 58, Zürich.[1]
- Hortensio in Der Widerspenstigen Zähmung von William Shakespeare, mit dem Tourneetheater Theater 58, Zürich.[2]
- Sergius Saranoff in Helden von George Bernard Shaw in der Komödie am Kai, Wien.[3]
- Bobby Butterfield in Sein bester Freund von William Douglas Home in der Komödie am Kai, Wien.[4]
- William Shakespeare in Es war die Lerche von Ephraim Kishon in der Komödie am Kai, Wien.[5]
- Bertrand Germinat in Wann heiraten Sie meine Frau? von Jean Berand-Luc und Jean-Pierre Conty in der Komödie am Kai, Wien.[6][7]
- Sohn in Alles vorbei von Edward Albee  in der Komödie am Kai, Wien.[8]
- John Brownlow in Nicht immer sind die Männer Schuld! von William Douglas Home  in der Komödie am Kai, Wien.[9]
- Moritz Neumann in Der Mustergatte von Avery Hopwood  in Komödienspiele Neulengbar, Neulengbach.[10]
- Museumsführer in Peer, du lügst nach Henrik Ibsen  in Theater zum Fürchten, Mödling.[11]
- Robert Knoll in Der Trauschein von Ephraim Kishon  in Theater Center Forum, Wien.[12]
- Bridoin in Wie man Hasen jagt von Georges Feydeau  in Salzburger Straßentheater, Salzburg.[13]
- Leim in Lumpazivagabundus von Johann Nestroy  in Salzburger Straßentheater, Salzburg.[14]